# Конвой № 1212 (вересень 43)
Конвой № 1212 (вересень 43) — японський конвой часів Другої світової війни, проведення якого відбувалось у вересні 1943-го.
Конвой сформували для проведення групи суден до Рабаулу — головної передової бази в архіпелазі Бісмарка, з якої японці здійснювали операції на Соломонових островах та сході Нової Гвінеї. Вихідним пунктом при цьому був атол Трук на сході Каролінських островів, де ще до війни створили потужну базу ВМФ.
До складу конвою увійшли транспорти «Тецуйо-Мару» (Tetsuyo Maru) та «Косєй-Мару» (Kosei Maru), тоді як ескорт забезпечували есмінець «Тачікадзе» та мисливець за підводними човнами CH-30. Також з конвоєм ішли допоміжні мисливці за підводними човнами CHa-9, CHa-16, CHa-17 та CHa-31, які прямували до нового місця служби в Океанії (перед тим прибули з Японії в конвої № 3902).
21 вересня 1943-го кораблі вийшли з Труку та попрямували на південь. Хоча на комунікаціях до архіпелагу Бісмарка активно діяли підводні човни США, проходження конвою № 1212 відбулось без інцидентів і 26 вересня він прибув до Рабаулу.